# Jornada de 5 e 6 de Outubro de 1789
Durante a Jornada de 5 e 6 de Outubro de 1789, o povo de Paris vai até Versailles pedir pão ao Rei Luís XVI. Como a Guarda Nacional se atrasa, o rei fica, num primeiro momento, frente a frente com o povo. Encarregado da segurança do palácio, o Marquês de La Fayette é incapaz de impedir sua invasão assassina. Ele consegue, no entanto, salvar a vida da família real que é trazida para Paris e transferida para as Tulherias.

## Partida de Paris

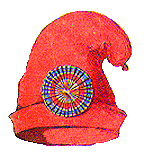
Barrete frígio ornado com o medalhão tricolor, símbolo da Primeira República francesa

O pretexto para esta jornada foi uma demonstração contra o medalhão (em francês: cocarde) nacional, cometida no dia 2 de outubro na sequência de uma refeição oferecida na sala de espetáculos de Versailles para os guardas do corpo de oficiais do 19º regimento de infantaria de linha (Regimento de Flandres). Excitados por esse boato e por outros rumores que se espalham pela cidade, o povo de Paris, em meio a uma onda de fome, revolta-se, segue em peso para o Hôtel de Ville (Paris) (edifício que abrigava as principais instituições municipais de Paris), mal defendido pela Guarda Nacional francesa, e, armando-se com três canhões que rouba daí, põe-se em marcha para Versalhes sob o comando de um herói da Tomada da Bastilha, chamado Maillard, vomitando imprecauções assustadoras contra a rainha, muito impopular à época.

## La Fayette em Versailles

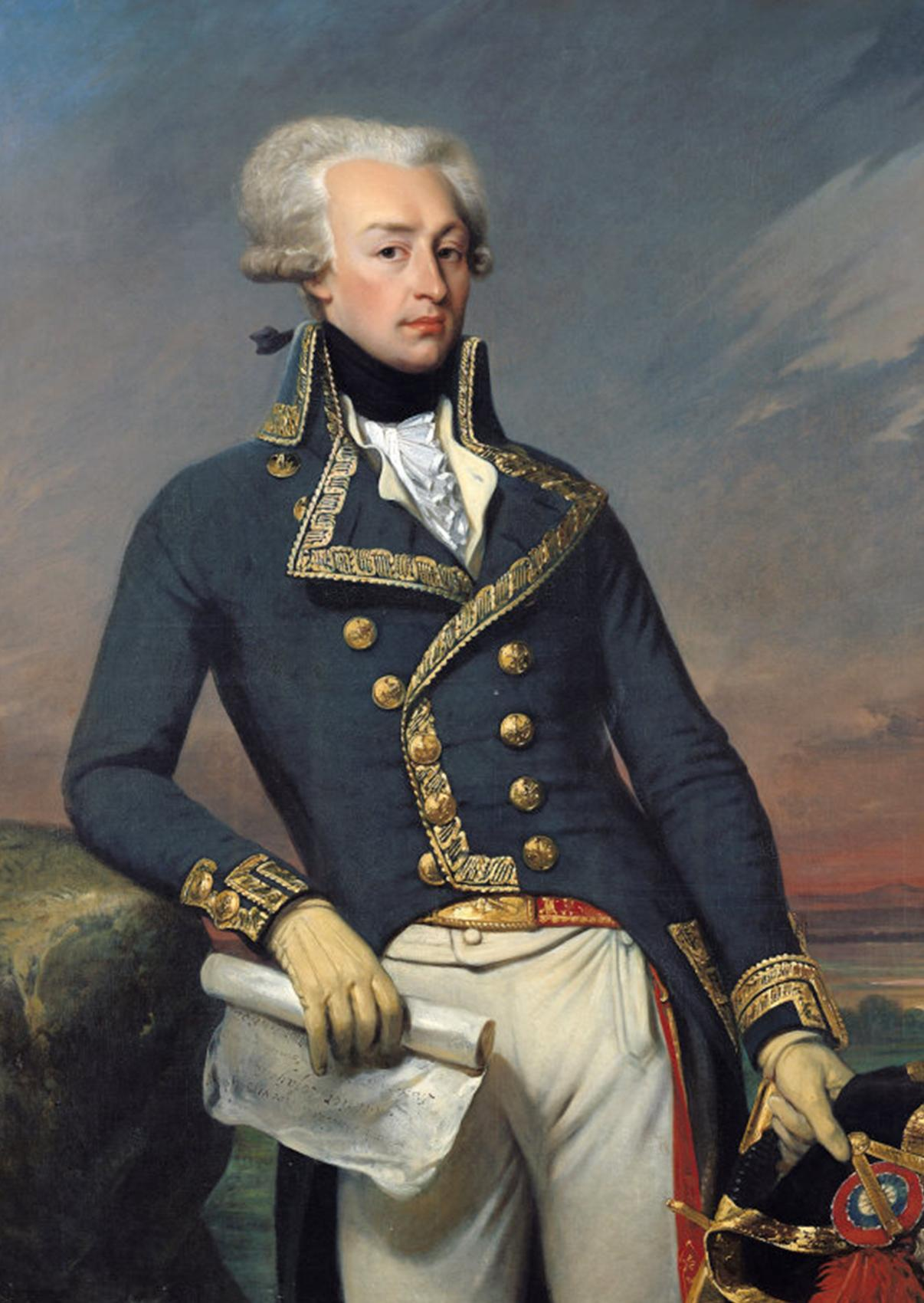
Marquês de La Fayette

La Fayette chega tarde demais para impedir estas primeiras desordens e segue lutando durante todo o dia para limitar-lhe as consequências. Afinal, uma ordem da Comuna de Paris o envia para Versailles; ele parte à frente de alguns guardas nacionais, aos quais se juntam muitos militares devotados à ordem e à monarquia, e de determinados indivíduos da periferia, atraídos pela esperança de pilhagem. O Rei Luís XVI, que caçava em Meudon, foi chamado de volta às pressas. No entanto, nenhuma medida de resistência foi organizada, enquanto a multidão que seguia para Versailles crescia rapidamente. São dez horas da noite quando La Fayette desemboca da grande avenida de Paris à frente de sua coluna. O general faz seus homens jurarem ser fiéis à Nação, à Lei e ao Rei, e envia destacamentos de granadeiros para guardar as pontes de Sèvres e de Saint-Cloud. Vai então até a Assembleia Nacional Constituinte, invadida a algumas horas pelo povo e, depois de dar conta aos seus colegas das disposições que acabara de tomar, dirige-se até o rei. Sua entrada causa algum espanto entre os guardas suiços.
Sua conversa com o rei dura meia hora. Seus protestos de fidelidade são acolhidos com pouco favor. No entanto, ao sair desta conferência, La Fayette diz a algumas pessoas que conseguiu convencer o rei a fazer algumas concessões salutares, como a chamada à ativa dos guardas franceses licenciados.

## A noite de 5 para 6 de Outubro

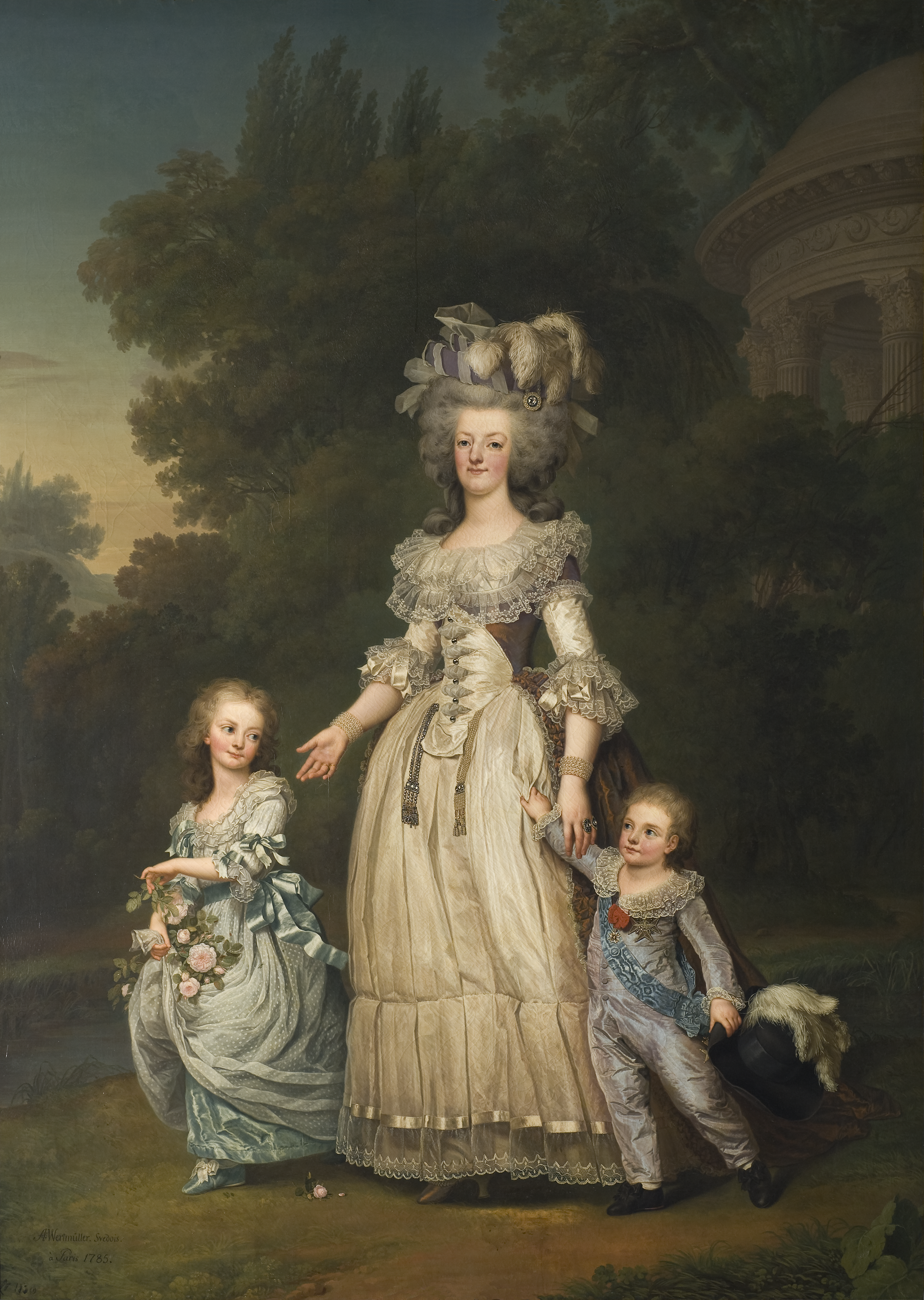
Rainha Maria Antonieta e seus filhos:
Maria Teresa Carlota de França e o Delfim Luís José de França

Tudo parecia calmo no interior e arredores do palácio. La Fayette, após tomar algumas disposições, retira-se entre quatro e cinco horas da madrugada para o Hôtel de Noailles para repousar. Apenas meia hora havia transcorrido quando gritos anunciam que um bando de populares enraivecidos haviam penetrado no interior do palácio por uma grade. Dirigidos por guias disfarçados, eles tinham chegado até a grande escadaria de mármore que conduzia aos apartamentos da rainha. Dois guardas do turno são mortos; outros onze resistem enquanto a rainha se abriga no apartamento do rei. Mas a multidão engrossa e invade o palácio, enquanto La Fayette acorre à testa de alguns granadeiros da Guarda Nacional e consegue repelir os agressores.
Mas a turba, reunida sob as janelas do rei, pede em alarido que a rainha apareça e intimam imperiosamente o rei a se dirigir a Paris. Após tentar acalmar os gritos, La Fayette se dirige à rainha e pergunta-lhe quais são suas intenções: «Sei a sorte que me espera, mas meu dever é de morrer aos pés do rei e nos braços de meus filhos.»
La Fayette a aconselha a apresentar-se com ele no balcão. Maria Antonieta consente. O general, sem poder dominar os gritos da multidão, beija sua mão, como para anunciar ao povo que a reconciliação estava completa, e o nome de Maria Antonieta é elevado às alturas pelo mesmo populacho que, ainda a pouco, a ameaçava de morte.
O Rei Luís XVI, após deliberações tumultuadas, decide dirigir-se a Paris. O cortejo de revoltosos põe-se em marcha, precedido pelos troféus da jornada e seguido pela família real que acompanha os guardas do turno, desmontados, desarmados e humilhados. Chegando à capital e após um curto intervalo no Hôtel de Ville, o rei e sua família instalam-se nas Tulherias onde nada está preparado para recebê-los.
Na instalação da família real no Palácio das Tulherias, o antigo apartamento da Rainha foi ocupado por Maria Teresa de França (1778-1851) e o seu irmão, o Delfim de França. Maria Antonieta instalou-se no andra térreo, ao lado do jardim, esquanto que Elisabete de França (1764-1794), irmã de Luís XVI, ocupou o primeiro andar do Pavilhão de Flora.

## O Duque de Orléans
Um procedimento instruído pelo Chatêlet contra os culpados pela insurreição inculpava gravemente Luís Filipe José de Orléans, o Duque de Orléans, que é aconselhado por La Fayette a fugir, num encontro que têm na casa do ministro Montmorin. O duque parte para Londres e só volta a Paris quando da Festa da Federação de 1790. Mas seu distanciamento não desencoraja os esforços de seus partidários: cartas endereçadas aos ministros denunciam a explosão iminente de um complô tentando colocar sobre o trono um  « personagem poderoso. » La Fayette chega a insinuar junto ao rei e a rainha que essa suspeita só poderia recair sobre o duque.
A Assembleia Constituinte não tarda a seguir o rei e estabelece-se em Paris; mas esse duplo deslocamento não acalma os espíritos.

## Ambiguidadedo papel de La Fayette
Para alguns historiadores, esses testemunhos de envolvimento passageiro são insuficientes, sem dúvida, para absolver La Fayette de críticas que lhe são dirigidas com relação a este episódio da Revolução Francesa. Deve-se notar, antes de tudo, que a marcha de La Fayette de Paris para Versailles foi resultado de uma ordem precisa da Comuna de Paris. Colocado por essa ordem em uma posição mista e quase equivocada entre a realeza, de quem parecia ameaçar a independência, e a insurreição, La Fayette cumpre, segundo Michaud, todos os seus deveres.
Censuram-no por seu sono na noite de 5 para 6 de outubro e, devido a isso, foi estigmatizado na ocasião com o apelido de  « General Morfeu. »
Os acontecimentos de 5 e 6 de outubro são, segundo as probabilidades masi graves, produto das manobras da facção de Orléans, que esperava conseguir assim a fuga da família real. Ora, todos sabem que La Fayette se opunha a essa facção, sempre repelindo qualquer avanço com desdém (vide: Memórias de La Fayette).

## Fonte do original emfrancês
- « Journées des 5 et 6 Octobre 1789 » (em português: Jornada de 5 e 6 de Outubro de 1789), constante da « Biographie Universelle Ancienne et Moderne: Histoire par Ordre Alphabétique de la Vie Publique et Privée de tous les Hommes avec la Collaboration de plus de 300 Savants et Littérateurs Français ou Étrangers » (em português: Biografia Universal Antiga e Moderna: História por Ordem Alfabética da Vida Pública e Privada de todos os Homens com a Colaboração de mais de 300 Sábios e Literatos Franceses e Estrangeiros), de Louis-Gabriel Michaud, 2ª edição, 1843-1865.